# Vasile Cepoi
Vasile Cepoi (n. 27 octombrie 1954, Iași, România) este un medic care a ocupat postul de ministru al sănătății în guvernul Ponta I. În 2001 în urma unui concurs Vasile Cepoi a ocupat postul de director al Casei de Asigurări de Sănătate Iași. Din iulie 2003 până în februarie a ocupat funcția de secretar de stat în Ministerul Sănătății. Din 2005 până în 2008 a fost numit director general executiv al Casei Naționale de Asigurări de Sănătate. După această perioadă a profesat ca medic în spitalul "C.I. Parhon" din Iași. Iar în 2009 a devenit șeful Direcției de Sănătate Publică Iași.